# Diocesi di La Paz nella Bassa California del Sud
La diocesi di La Paz nella Bassa California del Sud (in latino: Dioecesis Paciensis in California Inferiori Meridionali) è una sede della Chiesa cattolica in Messico suffraganea dell'arcidiocesi di Tijuana. Nel 2021 contava 649.140 battezzati su 798.447 abitanti. È retta dal vescovo Miguel Ángel Alba Díaz.

## Territorio
La diocesi comprende per intero lo stato messicano della Bassa California del Sud, per un totale di 5 comuni: Comondú, Mulegé, La Paz, Los Cabos, Loreto.
Sede vescovile è la città di La Paz, dove si trova la cattedrale di Nostra Signora della Pace.
Il territorio si estende su una superficie di 73.909 km² ed è suddiviso in 62 parrocchie, raggruppate in 6 decanati: San Ignacio, Nuestra Señora de La Paz, San Juan Bautista, Corazón de María, San Lucas, San José.

## Storia
La città di La Paz fu sede del vicariato apostolico della Bassa California dalla metà circa dell'Ottocento fino al 1939, quando la sede di questa circoscrizione venne trasferita nel nord dello Stato, dapprima a Ensenada e poi a Tijuana nel 1944.
La prefettura apostolica di La Paz nella Bassa California fu eretta il 13 aprile 1957 con la bolla Qui arcana di papa Pio XII, ricavandone il territorio dal vicariato apostolico della Bassa California, che contestualmente assunse il nome di vicariato apostolico di Tijuana (oggi arcidiocesi di Tijuana).
Il 1º marzo 1976 con la bolla Cum compertum di papa Paolo VI la prefettura apostolica fu elevata a vicariato apostolico con il nome di La Paz nella Bassa California del Sud.
Il 21 marzo 1988 per effetto della bolla Quandoquidem consilium di papa Giovanni Paolo II il vicariato apostolico è stato ulteriormente elevato a diocesi.
Originariamente suffraganea dell'arcidiocesi di Hermosillo, il 25 novembre 2006 è entrata a far parte della provincia ecclesiastica della Bassa California, come suffraganea dell'arcidiocesi di Tijuana.

## Cronotassi dei vescovi
Si omettono i periodi di sede vacante non superiori ai 2 anni o non storicamente accertati.
- Juan Giordani, F.S.C.I. † (15 aprile 1958 - 1976 dimesso)
- Gilberto Valbuena Sánchez † (1º marzo 1976 - 8 luglio 1989 nominato vescovo di Colima)
- Braulio Rafael León Villegas † (21 febbraio 1990 - 11 dicembre 1999 nominato vescovo di Ciudad Guzmán)
- Miguel Ángel Alba Díaz, dal 16 giugno 2001

## Statistiche
La diocesi nel 2021 su una popolazione di 798.447 persone contava 649.140 battezzati, corrispondenti all'81,3% del totale.
| anno | popolazione | popolazione | popolazione | presbiteri | presbiteri | presbiteri | presbiteri                | diaconi | religiosi | religiosi | parrocchie |
| anno | battezzati  | totale      | %           | numero     | secolari   | regolari   | battezzati per presbitero | diaconi | uomini    | donne     | parrocchie |
| ---- | ----------- | ----------- | ----------- | ---------- | ---------- | ---------- | ------------------------- | ------- | --------- | --------- | ---------- |
| 1966 | 88.500      | 89.000      | 99,4        | 27         | 3          | 24         | 3.277                     |         | 31        | 76        | 13         |
| 1970 | 144.150     | 145.000     | 99,4        | 27         |            | 27         | 5.338                     |         | 35        | 108       |            |
| 1976 | 151.900     | 155.000     | 98,0        | 31         | 2          | 29         | 4.900                     |         | 36        | 115       | 16         |
| 1980 | 258.800     | 266.000     | 97,3        | 37         | 12         | 25         | 6.994                     |         | 32        | 158       | 22         |
| 1990 | 253.000     | 262.000     | 96,6        | 42         | 18         | 24         | 6.023                     |         | 27        | 177       | 21         |
| 1999 | 375.000     | 395.000     | 94,9        | 58         | 30         | 28         | 6.465                     |         | 31        | 189       | 22         |
| 2000 | 375.500     | 395.500     | 94,9        | 60         | 32         | 28         | 6.258                     |         | 31        | 189       | 25         |
| 2001 | 378.000     | 398.500     | 94,9        | 61         | 33         | 28         | 6.196                     |         | 31        | 189       | 25         |
| 2002 | 381.637     | 424.041     | 90,0        | 60         | 36         | 24         | 6.360                     |         | 24        | 186       | 27         |
| 2003 | 472.500     | 525.000     | 90,0        | 64         | 40         | 24         | 7.382                     |         | 24        | 193       | 40         |
| 2004 | 512.200     | 535.000     | 95,7        | 59         | 40         | 19         | 8.681                     |         | 19        | 148       | 42         |
| 2013 | 528.000     | 598.000     | 88,3        | 78         | 59         | 19         | 6.769                     | 1       | 20        | 151       | 39         |
| 2016 | 539.800     | 616.000     | 87,6        | 97         | 83         | 14         | 5.564                     |         | 15        | 151       | 54         |
| 2019 | 556.120     | 634.620     | 87,6        | 104        | 91         | 13         | 5.347                     |         | 15        | 52        | 58         |
| 2021 | 649.140     | 798.447     | 81,3        | 94         | 84         | 10         | 6.905                     |         | 10        | 52        | 62         |